# Gmina Wielopole Skrzyńskie
Wielopole Skrzyńskie ist ein Dorf sowie Sitz der gleichnamigen Landgemeinde im Powiat Ropczycko-Sędziszowski der Woiwodschaft Karpatenvorland in Polen.

## Gemeinde
Zur Landgemeinde (gmina wiejska) Wielopole Skrzyńskie gehören folgende fünf Ortschaften mit einem Schulzenamt:
Broniszów, Brzeziny, Glinik, Nawsie und Wielopole Skrzyńskie.